# Conker's Bad Fur Day
'Conker's Bad Fur Day' és un joc de Nintendo 64 fet per Rareware que va ser venut com un joc "per a adults". El personatge principal és Conker l'Esquirol, un personatge de Rare que havia aparegut abans en altres jocs dirigits a xiquets, com Diddy Kong Racing per a N64 i Conker's Pocket Tals per a Game Boy Color. Conker's Bad Fur Day presenta Humor negre, violència caricaturesca i un sens fi de paròdies. Un remake del joc estigué disponible para Xbox en el 2005 amb el nom de Conker: Live & Reloaded.
La mecànica del joc adopta les característiques del gènere d'aventures, no obstant això presenta variants per a facilitar la jugabilitat. Per exemple, en moltes parts apareixen plataformes marcades amb la lletra "B" en marca, i serveixen per a realitzar moltes accions, que varien segons l'escenari (llançar fulles, encendre un llançaflames, etc.). A més, a diferència de molts jocs del gènere, la col·lecció d'ítems es limita només a la col·lecta de diners, que és oposat en determinats punts dels escenaris.
Altre aspecte únic per al títol és que tampoc apareixen enemics individuals en les escenes, açò significa que Conker, al llarg de la seua aventura, només enfronta a dos tipus d'enemics: Els quals ataquen en grup (vespes, ratapinyades, ossos tedi assassins, etc.) i els caps d'escena.
Conker's Bad Fur Day també compta amb diversos modes per a diversos jugadors, des de la manera "deathmatch" fins a escenes que recreen situacions úniques, com l'assalt a un banc o una carrera en una pista de renta. El jugador també pot jugar solament, en aquest cas competint amb els personatges del CPU.

## Un sol jugador
El joc comença amb Conker asseient en un tron amb una got de llet en la mà i amb una arrufada de celles (una al·lusió de l'adaptació cinematogràfica de La Taronja Mecànica), envoltat d'alguns dels personatges amb els quals es trobarà al llarg del joc. Comença a parlar, dient-nos que té una llarga història que contar, després d'això la porta de l'habitació del tron es tanca.
En la següent escena apareix Berri, la núvia de Conker fent aeròbics, en aqueix moment sona el telèfon, el qual ella no pot escoltar a causa dels audífons que porta posats. La persona en el telèfon és Conker, qui deixa gravat un missatge en el qual explica que va a arribar vesprada, ja que l'endemà els soldats parteixen per a una guerra.
En la següent escena Conker apareix begut tractant de tornar a la seua casa, prenent un camí qualsevol.
Mentre cerca el seu camí de tornada a la seua llar, aprofita per a poder explorar noves àrees i llocs, estant a la disposició de qui necessite la seua ajuda; en cada escena succeeixen esdeveniments diferents, però curiosament cap d'ells està vinculat al propòsit del Panther King, ordenar la captura de Conker para la reparació d'una de les seues taules. De fet, Conker només s'adona del que en veritat ocorre quan es troba amb l'esmentat brètol, ja que mai abans va a escoltar o pensar sobre els seus plans.
El Joc està dividit en 11 capítols, els quals contenen missions que poden tenir o no relació entre si. Algunes d'elles poden ser complides en qualsevol moment, mentre que unes altres se succeeixen una darrere d'altra (per exemple les missions del capítol It's War) no permetent que el jugador avanç a la següent missió si és que no ha conclòs la missió en la qual està, o requereixen grans sumes de diners, que no pot ser aconseguit sense haver complit una quantitat considerable d'elles. Entre capítols es pot passejar i complir les missions quan es tinga major experiència/diners.
Els capítols són:
- Hungover: Senzillament una zona d'entrenament perquè el jugador aprenga les habilitats bàsiques de Conker.

- Windy (part 1, 2 i 3): Una prada que disposa d'un molí gegant, una fàbrica d'excrement i un gran rusc de vespes.

- Barn Boys: Una granja en la qual Conker ha d'ajudar a diversos personatges locals.

- Bats Tower: Una deu en el qual Conker ha d'ajudar a unes gates peix recuperar una "gran" fortuna, encara que al final es queda amb ella a causa de la seua inconformitat amb el resultat del pacte.

- Sloprano: La llar de "Great Migthy Poo".

- Uga Bugas: Volcà en el qual viuen cavernaris i el lloc on tenen segrestada a Berri.

- Spooky: Un cementiri abandonat en el qual Conker tindrà una cita amb una versió inèdita de Dràcula.

- It's War: Una illa militar en la qual Conker haurà d'enfrontar ossos tedi assassins (Tediz), rescatar a un vell amic i fugir abans que una gran explosió ho arribe a abastar.

- Heist: Un banc que Conker i Berri assaltaran, i el cau del Panther King i un hostil Alien, els caps finals del joc.

## Mode multijugador
El joc presenta set modes de joc:
- Deathmatch: El jugador tria entre cinc escenaris, basats l'els de la manera història, i aconsegueix armes com: rifle de franctirador, magnum, llançaflames, bombes, etc. per a enfrontar oponents, que poden ser el CPU o jugadors humans.

- Heist: Quatre bàndols de lladres han d'arribar al centre de la volta d'un banc i arreplegar borses de diners per a dur-les a caixes fortes.

- Raptor: Uns cavernícoles han de robar els ous d'una mare dinosaure per a dur-los a una paella, cuinar-los i menjar-los. La mamà ha de dur als cavernícoles al bebé dinosaure per a alimentar-lo amb ells. Guanya el bàndol que obté més punts en manera temps o el qual aconseguisca cert nombre en manera lliure.

- Beach: Uns esquirols de França han de creuar una perímetre enemic per a ser traslladats, mentre que els ossos tediz del perímetre intente eliminar els esquirols abans que aconseguisquen creuar.

- War: Són dues modalitats: una és quin bàndol militar acaba a més membres de l'altre, i la segona és quin bàndol rescata més vegades la seua bandera del territori enemic.

- Tank: El personatge ha de maniobrar un tanc per a transportar matèria radioactiva a un punt clau per a detonar tota l'àrea i fer que els tancs enemics esclaten. El jugador ha de trobar un refugi per a sobreviure a l'explosió.

- Race: El personatge participarà en una perillosa carrera en una pista de renta en la qual ha d'atacar als seus oponents per a arribar primer a la meta, barallant amb cavernícoles per a arribar-la a.

## Pel·lícules i jocs parodiats
El joc fa referència a diverses pel·lícules com Matrix, Conan el Bàrbar, Dràcula de Bram Stoker, Saving Private Ryan, Terminator, Gladiator, El Padrí, L'exorcista, Alien, A Clockwork Orange i Reservoir Dogs, entre d'altres.
També, a través de cameos fa referència a jocs com Donkey Kong 64, Killer Instinct, Banjo-Kazooie i 
Banjo-Tooie.